# Denkmal für die Revolution (Kozara)

Das Denkmal für die Revolution befindet sich im Nationalpark Kozara.

Das Denkmal für die Revolution (serbokroatisch Spomenik Revoluciji) ist ein Denkmal des jugoslawischen Bildhauers Dušan Džamonja (gemeinsam mit der Architektin Marijana Hanzenković), welches von 1971 bis 1972 im Nationalpark Kozara im heutigen Bosnien und Herzegowina errichtet wurde. Es erinnert an die gefallenen Partisanen der Kozara-Offensive (von den Achsenmächten als Operation West-Bosnien bezeichnet) im April 1942. Nachdem die Partisanen eine Reihe von Gebieten erkämpfen konnten, mobilisierten die Achsenmächte tausende Soldaten, davon 15.000 Soldaten von der Wehrmacht, dazu 22.000 Soldaten der Ustascha und weitere Soldaten faschistischer Organisationen. Dagegen standen 3.000 Partisanen mit etwa 60.000 untrainierten Unterstützern aus der Zivilbevölkerung. Nur 900 Partisanen überlebten den Kampf und mindestens 10.000 Zivilisten verloren ihr Leben. Es war eine der tragischsten Niederlagen der Partisanen. Nur die Minderheit der getöteten Männer waren bewaffnete Partisanen. Im August 1942 befanden sich 50.000 Männer, Frauen und Kinder, hauptsächlich Serben, aus der Kozararegion in Gefangenschaft der Deutschen. Viele von ihnen wurden von der Ustascha in das Lager Jasenovac gebracht und dort ermordet.

## Denkmal – Bau und Eröffnung

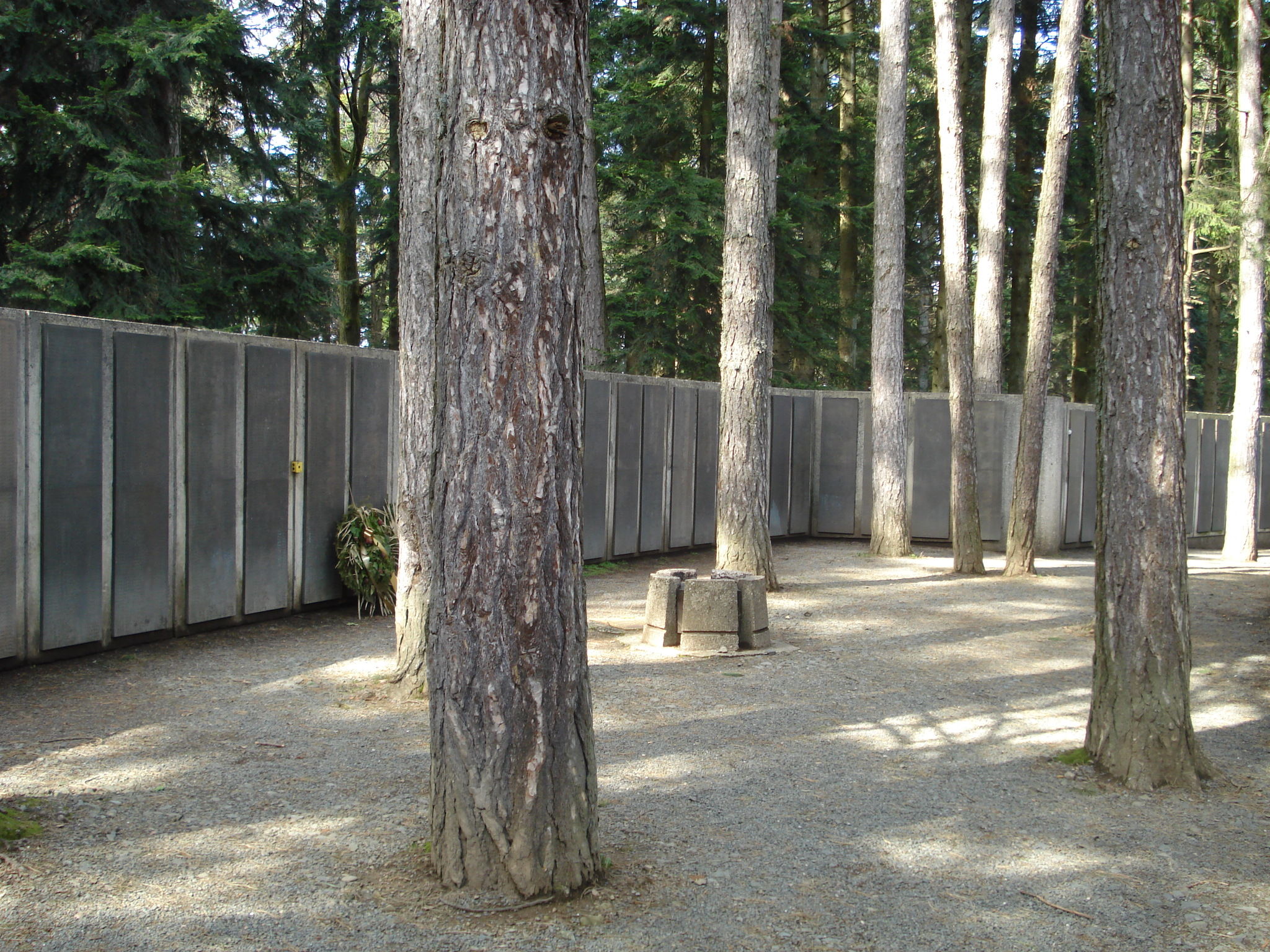
Die Gedenkwand mit den Namen von 9.921 Partisanen

Der Bau des Denkmals begann mit der Grundsteinlegung am 2. August 1971 durch den bosnischen Präsidenten Hamdija Pozderac. Das Denkmal wurde durch das Unternehmen Tehnika errichtet. Finanziert wurde es durch die Spenden von 400.000 Einzelpersonen und 1.000 Organisationen. Das Denkmal wurde am 27. Juli 1972 fertiggestellt, jedoch erst am 10. September 1972 feierlich durch Josip Tito eröffnet.
Während dieser Eröffnungszeremonie soll Tito der Erinnerung an Kozara mit den folgenden Worten Tribut gezollt haben: „Kozara hat gleichzeitig eines der schwierigsten und eines der berühmtesten Epen in der Geschichte unseres Volkes überlebt. Das Kozara-Epos hatte eine große Bedeutung für die Nationale Befreiungsfront Jugoslawiens (NOB) insgesamt, weil es die erste große Schlacht war, an der auch unbewaffnete Menschen teilnahmen… In der Schlacht von Kozara sind viele Opfer gefallen für das, was wir heute haben. Es war der Beginn des größten Kampfes für Brüderlichkeit und Einheit in unserem Land.“
Das Denkmal besteht aus einer etwa 33 Meter hohen Stahlbetonsäule, die eigentlich aus 20 einzelnen vertikalen Betonpfeilern besteht, die stellenweise mit Edelstahlplatten verkleidet sind. Es befindet sich in der Nähe des Gipfels des Berges Mrakovica. Džamonja konnte sich mit seinem Entwurf gegen diverse Mitbewerber behaupten, darunter Slavko Tihec, Vojislav Vasiljević, Marija Ujević, Bogoljub Teofanović, Nebojša Delja sowie Šime Vulas.
Džamonja selbst beschrieb das Denkmal als ein Zusammenspiel von Licht und Dunkelheit; dieses zylindrisch geformte Denkmal besteht aus zwanzig vertikalen Segmenten, von denen jedes durch tief eingelassene Betonpfeiler (Positive) und Hohlräume (Negative) gekennzeichnet ist. Während die Negative den Tod symbolisieren, stehen die Positive für Sieg und Leben. Horizontal positionierte Betonblöcke symbolisieren feindliche Kräfte, die versuchen, Leben und Sieg zu zerstören, aber erfolglos bleiben.
Hinter dem Monument befindet sich eine Gedenkwand, die mit diversen Bronzetafeln bestückt ist. Auf ihnen sind 9.921 Namen von gefallenen Partisanen aufgelistet.
Das Denkmal war auf dem jugoslawischen 500.000- und 2.000.000-Dinar-Schein abgebildet.

## Die Struktur von Leben und Tod

Das Spiel von Licht und Dunkelheit

Džamonja selbst beschrieb das Denkmal als ein Spiel von Licht und Dunkelheit. Dieses zylindrisch geformte Denkmal besteht aus zwanzig vertikalen Segmenten, die jeweils durch tief eingelassene, mit Stahl verkleidete Wölbungen (Positive) und Vertiefungen (Negative) gekennzeichnet sind. Während die Negative den Tod symbolisieren, stehen die Positive für Sieg und Leben. Die horizontal platzierten Betonblöcke symbolisieren die feindlichen Kräfte, die versuchen, Leben und Sieg zu zerstören, jedoch erfolglos bleiben.

## Die Treppe

Die Treppe fügt sich nahtlos in die Umgebung ein.

Die Ansicht der Treppe von den unteren Ebenen verliert sich in den Wäldern, in der Dunkelheit. Die Abfolge der Elemente – Öffnung, Schließung und schließlich wieder Öffnung auf dem Gipfel – schafft eine unglaubliche Erfahrung.
In solchen Momenten stellt sich die Frage: Lenkt der Bildhauer unsere Emotionen und Gefühle? Er hat die Treppe dem Gelände und der Vegetation so untergeordnet, dass die Bäume während des Aufstiegs zum Denkmal vor einem auftauchen und die Sicht versperren – man spürt seine untergeordnete Position.
Diese Lösung vermittelt den Eindruck, dass diese Anordnung schon immer dort war und sich nahtlos in die Umgebung einfügt. Am Ende der Treppe, hinter zwei Bäumen, erscheint die Statue. An dieser Stelle teilt sich der Weg in zwei Pfade, die das Denkmal von beiden Seiten umschließen. Hier endet der dramatische Aufstieg, der einen auf den Moment vorbereitet, in dem sich die Wiese als Teppich des Denkmals öffnet – ein Element der Betonung.

## Mrakovica-Museum
Ein kleines Museum namens Mrakovica-Museum (serbokroatisch Memorijalni muzej na Mrakovici) befindet sich südlich vom Gipfel und wurde am 4. Juli 1973 eröffnet. Es wurde ebenfalls von Dušan Džamonja entworfen. Das Museum enthält diverse Ausstellungsstücke, Fotos und Informationen zur Kozara-Offensive. Vor dem Museum steht ein Panzer.
In dem Museum befindet sich zudem ein skulpturales Relief ebenfalls von Džamonja aus dem Jahre 1973. Ein ähnliches Werk hatte er bereits für die Gedenkstätte für die KZ-Opfer in Jasenovac entworfen.